# Harrisia aboriginum
Harrisia aboriginum ist eine Pflanzenart aus der Gattung Harrisia in der Familie der Kakteengewächse (Cactaceae). Das Artepitheton aboriginum stammt aus dem Lateinischen, bedeutet ‚einheimisch‘ und verweist auf die auf Muschelhaufen der Einheimischen wachsenden Typusexemplare. Englische Trivialnamen sind „Aboriginal Prickly Apple“ und „Yellow Prickly Apple“.

## Beschreibung
Harrisia aboriginum wächst mit aufrechten bis anlehnenden, einfachen oder verzweigten  Trieben und erreicht Wuchshöhen von bis zu 6 Metern. Es sind neun bis elf gerundete Rippen vorhanden. Die sieben bis neun nadeligen, anfangs rosafarbenen Dornen vergrauen im Alter und sind bis zu 1 Zentimeter lang.
Die leicht duftenden Blüten weisen eine Länge von bis zu 15 Zentimeter auf. Ihre Blütenröhre ist mit steifen, braunen Haaren besetzt. Die gelben, kugelförmigen Früchte erreichen Durchmesser von 6 bis 7,5 Zentimeter.

## Verbreitung und Systematik
Harrisia aboriginum ist in den Vereinigten Staaten im Bundesstaat Florida von der Tampa Bay bis nach Lee County verbreitet.
Die Erstbeschreibung erfolgte 1920 durch John Kunkel Small in Nathaniel Lord Brittons und Joseph Nelson Rose’ Werk The Cactaceae. Nomenklatorische Synonyme sind Cereus aboriginum (Small) Little (1945), Cereus gracilis var. aboriginum (Small) L.D.Benson (1969) und Harrisia gracilis var. aboriginum (Small) D.B.Ward (2004).

## Nachweise